# Lijst van voetbalinterlands Jemen - Nepal
Deze lijst van voetbalinterlands is een overzicht van alle officiële voetbalinterlands tussen de nationale teams van Jemen en Nepal. De landen hebben tot nu toe zes keer tegen elkaar gespeeld. De eerste ontmoeting was een kwalificatiewedstrijd voor de  Azië Cup 2000 op 10 februari 2000 in Koeweit. Het laatste duel, een kwalificatiewedstrijd voor het Wereldkampioenschap voetbal 2026, werd gespeeld in Dammam (Saoedi-Arabië) op 11 juni 2024.

## Wedstrijden
| № | Plaats    | Datum            | Competitie                 | Wedstrijd     | Uitslag |
| - | --------- | ---------------- | -------------------------- | ------------- | ------- |
| 1 | Koeweit   | 10 februari 2000 | Azië Cup 2000 kwalificatie | Nepal − Jemen | 0 − 3   |
| 2 | Doha      | 25 maart 2014    | Vriendschappelijk          | Jemen − Nepal | 2 − 0   |
| 3 | Kathmandu | 13 juni 2017     | Azië Cup 2019 kwalificatie | Nepal − Jemen | 0 − 0   |
| 4 | Doha      | 27 maart 2018    | Azië Cup 2019 kwalificatie | Jemen − Nepal | 2 − 1   |
| 5 | Kathmandu | 21 november 2023 | WK 2026 kwalificatie       | Nepal − Jemen | 0 − 2   |
| 6 | Dammam    | 11 juni 2024     | WK 2026 kwalificatie       | Jemen − Nepal | 2 − 2   |

## Samenvatting
| Competitie            | Totaal gespeeld | Winst Jemen | Gelijk | Winst Nepal | Doelsaldo Jemen – Nepal |
| --------------------- | --------------- | ----------- | ------ | ----------- | ----------------------- |
| WK-kwalificatie       | 2               | 1           | 1      | 0           | 4 − 2                   |
| Azië Cup-kwalificatie | 3               | 2           | 1      | 0           | 5 − 1                   |
| Vriendschappelijk     | 1               | 1           | 0      | 0           | 2 − 0                   |
| Totaal                | 6               | 4           | 2      | 0           | 11 − 3                  |

YFA · A-internationals
1984 – 1989 · 
1990 – 1999 · 
2000 – 2009 · 
2010 – 2019 ·
2020 − 2029
Bahrein ·
Bangladesh ·
Bhutan ·
Brunei ·
Cambodja ·
China ·
Comoren ·
Djibouti ·
Egypte ·
Eritrea ·
Ethiopië ·
Filipijnen ·
Finland ·
Hongkong ·
India ·
Indonesië ·
Irak ·
Iran ·
Japan ·
Jordanië ·
Kenia ·
Kirgizië ·
Koeweit ·
Libanon ·
Libië ·
Malawi ·
Malediven ·
Maleisië ·
Marokko ·
Mauritanië ·
Mongolië ·
Nepal ·
Noord-Korea ·
Oeganda ·
Oezbekistan ·
Oman ·
Pakistan ·
Palestina ·
Qatar ·
Saoedi-Arabië ·
Singapore ·
Soedan ·
Sri Lanka ·
Syrië ·
Tadzjikistan ·
Tanzania ·
Thailand ·
Tsjaad ·
Turkmenistan ·
Verenigde Arabische Emiraten ·
Vietnam ·
Zambia ·
Zuid-Korea
ANFA · A-internationals · Nepalees vrouwenelftal
1972 – 1989 ·
1990 – 1999 ·
2000 – 2009 ·
2010 – 2019 ·
2020 – 2029
Afghanistan ·
Algerije ·
Australië ·
Bahrein ·
Bangladesh ·
Bhutan ·
Brunei ·
Cambodja ·
China ·
Filipijnen ·
Hongkong ·
India ·
Indonesië ·
Irak ·
Iran ·
Japan ·
Jemen ·
Jordanië ·
Kazachstan ·
Kirgizië ·
Koeweit ·
Laos ·
Macau ·
Malediven ·
Maleisië ·
Mauritius ·
Myanmar ·
Noord-Korea ·
Oman ·
Oost-Timor ·
Pakistan ·
Palestina ·
Saoedi-Arabië · 
Singapore ·
Sri Lanka ·
Syrië ·
Tadzjikistan · 
Taiwan ·
Thailand · 
Turkmenistan ·
Verenigde Arabische Emiraten ·
Vietnam ·
Zuid-Korea